# Xtro
Xtro és una pel·lícula de ciència-ficció de terror britànica de 1983 dirigida per Harry Bromley Davenport. Protagonitzada per Bernice Stegers, Philip Sayer i Simon Nash, la pel·lícula se centra en un pare que va ser segrestat per extraterrestres i torna a la seva família tres anys després, on va a la recerca del seu fill. La producció de la pel·lícula va començar i es va completar el febrer de 1982. Va rebre crítiques en gran part negatives, tot i que els efectes especials van ser elogiats.

## Trama
Mentre Sam Phillips i el seu fill Tony juguen fora de la seva granja, Sam és de sobte segrestat per una llum brillant. Tres anys després, torna la llum i planta una llavor. Una criatura meitat humana i meitat alienígena es desenvolupa a partir de la llavor i és atropellada per un cotxe; la parella al cotxe mor aviat. Aleshores, la criatura va a una cabana propera, on ataca i impregna la jove que hi viu abans de dissoldre's. Quan es desperta més tard, el seu ventre creix ràpidament a una mida gigantesca fins que dona a llum un Sam completament format, matant-la. Sam es renta, roba la roba del conductor i se'n va al cotxe.
Sam busca en Tony, que viu en un edifici d'apartaments a Londres amb la seva mare Rachel, el seu nou xicot canadenc-estatunidenc Joe Daniels i l'au pair francesa Analise Mercier. Tony té malsons recurrents on es desperta amarat amb la sang d'una altra persona. Sam recull en Tony de l'escola i la Rachel el troba. Malgrat la consternació de Joe, Sam se'n va a viure amb la família, afirmant que no recorda res. Després que Tony veu Sam menjant els ous de la seva serp mascota, Sam el reconforta i beu la seva sang. Tony aviat descobreix que té poders paranormals, que utilitza per enviar un soldat de joguina de mida humana a matar un veí que va matar la seva serp i donar vida a un pallasso de joguina.
Sam i Rachel visiten la granja on solien viure, deixant en Tony a càrrec d'Analise. Durant un joc d'amagar amb Tony, Analise és noquejada pel pallasso i l'utilitza com a ventre per als ous alienígenes. Tony envia un tanc de joguina per atacar el seu xicot Michael, que és assassinat per una pantera mentre intenta fugir. Mentrestant, mentre Sam i Rachel fan l'amor a la granja, la seva pell comença a sagnar i descompondre's. Joe porta Tony a la granja, on Sam porta el seu fill amunt d'un turó cap a la llum alienígena. Sam, que ara pren la forma d'un alienígena, utilitza el seu crit per matar en Joe. Sam i Tony entren a la llum i tornen al món alienígena, deixant enrere a Rachel. En arribar a casa l'endemà, la Rachel troba una nevera bolcada plena d'ous. Mentre n'agafa un, Rachel és assassinada per una criatura acabada de néixer.

### Final alternatiu
El director Harry Bromley Davenport originalment tenia la intenció que la pel·lícula acabés amb la Rachel tornant a casa per trobar l'apartament ple de clons de Tony, que aparentment provenien dels ous alienígenes que l'autèntic Tony havia deixat a la nevera. Aleshores, els clons saluden a la Rachel i li freguen la panxa creixent, ja que la Rachel està embarassada del segon fill de Sam. Aleshores, la Rachel somriu davant l'escena.
El productor executiu Robert Shaye, que no pensava que els efectes especials de l'escena fossin prou convincents, la va editar i la va llançar per al seu debut a Nova York amb la pel·lícula que va acabar quan la Rachel s'asseu al camp després que Sam i Tony se n'han anat. Davenport, però, no volia que s'acabés amb una nota tan brusca, va crear un altre final que va fer que Rachel tornés a l'apartament, recollia un dels ous i era atacada per una criatura semblant a la que l'havia atacat la dona de la cabana. El llançament del Blu-Ray del Regne Unit del 2018 de Xtro va incloure aquest final.

## Repartiment
- Philip Sayer com a Sam Phillips
- Bernice Stegers com a Rachel Phillips
- Danny Brainin com a Joe Daniels
- Maryam d'Abo com a Analise Mercier
- Simon Nash com a Tony Phillips
- Peter Mandell com a pallasso
- David Cardy com a Michael
- Anna Wing com la senyora Goodman
- Robert Fyfe com a Doctor
- Katherine Best com a Jane
- Robert Pereno com a Ben
- Sean Crawford com el Comando
- Tim Dry com el monstre
- Arthur Whybrow com el Sr. Knight
- Susie Silvey com a Dona a la cabana

## Producció
El productor Mark Forstater es va involucrar a Xtro quan el director Harry Bromley Davenport li va acudir amb un guió escrit per ell i Michel Patty. Els dos s'havien conegut anteriorment durant una projecció del debut com a director de Davenport Whispers of Fear, que va impressionar Forstater. La pel·lícula va ser finançada per Ashley Productions Ltd, una filial de un grup d'inversió britànic amb seu a Manchester.
Forstater va incorporar dos escriptors més, Robert Smith i Iain Cassie, que van afirmar que "La trama es va mantenir intacta, però els nous escriptors van passar a tangents estranys i meravellosos".
La pel·lícula tenia un programa de rodatge de sis setmanes. Chris Hobbs, un dibuixant, va ajudar a resoldre els conceptes visuals per a la producció, que originalment implicava un vestit de goma sense rostre per a una criatura. . Es va canviar per un home dret d'esquena a terra sobre els braços i les cames. Es va contractar un mim per realitzar l'estrany rumb de la caminada.

## Estrena
Alan Jones va escriure en un número de juliol de Cinefantastique que Xtro havia de ser llançat inicialment per New Line més tard el 1982.Plantilla:Sfn. El desembre de 1982, un article a Fangoria va programar l'estrena de la pel·lícula el febrer de 1983.  Xtro es va estrenar el març de 1983 al Regne Unit.
Quan es va publicar en vídeo domèstic el 1983, la pel·lícula va ser sotmesa a un cas de processament en relació amb les lleis d'obscenitat britàniques. A diferència de molts altres video nasty, com s'anomenaven aleshores, Xtro havia estat aprovat sense tallar pel BBFC amb un certificat 18 de cinema. llançament (amb l'original i un final alternatiu). La pel·lícula fins i tot va arribar al lloc 33 a la llista de vídeos britànics de Gallup de 1983.

## Mitjans domèstics
Va ser llançat en DVD tres vegades als EUA per Image Entertainment.

## Recepció crítica
A partir de crítiques contemporànies, Alan Jones va escriure a Starburst que la pel·lícula té "focs ocasionals d'inspiració tangencial", però que "en realitat no era gaire xtro-ordinari" constatant que les escenes no l'espantaven "ni fins i tot [el] disgustaven en gran manera" i que li hauria agradat més caracterització i que Bernice Stegers estava "horriblement mal interpretada". Jones va continuar afirmant que els efectes especials eren "petits miracles d'enginy" pel seu baix pressupost i almenys admirava el director Metcalfe per "intentar tan seriosament ressuscitar les pel·lícules d'explotació científica i de terror de baix pressupost en aquest país". Jo Imeson del Monthly Film Bulletin va descriure la pel·lícula com una "estafa submergida" i que "faltava completament de l'energia o les ressonàncies d'És viu gènere de terror dins de la família." La ressenya també va assenyalar una "actuació plana" afirmant que Bernice Stegers era "pesada per un paper unidimensionalment depriment". La revisió va assenyalar que "un o dos efectes són bastant memorables: el capoll al bany i el naixement giratori d'un home de mida normal"." Lor." de Variety va trobar la pel·lícula "massa ximple i poc desenvolupada en els valors de la història per expandir-se més enllà dels fanàtics acèrrims" i que "Harry B Davenport genera poc suspens i cap emoció en una pel·lícula mancada. d'acrobàcies o d'escenes d'acció. És només un altre exercici de "comprova aquest maquillatge", que consisteix en escenes breus i poca continuïtat" i que "l'actuació és plana, amb Stegers […] inexpressiva i amb un estil poc atractiu". Roger Ebert va destrossar pel·lícula, atorgant-li 1 de 4 estrelles, titllant-la de "lletja" i "desesperada" i comentant, a més, "La majoria de les pel·lícules d'explotació són dolentes, però no necessàriament doloroses de veure. Poden ser incompetents, poden ser previsibles, poden ser mal interpretades o dirigits de manera incòmode, però en algun nivell els cineastes s'estan divertint i almenys intenten entretenir el públic. 'Xtro' és una excepció, una pel·lícula completament depriment, nihilista, un exercici de tristesa... Són pel·lícules com aquesta les que donen mala fama al gènere". Stephen Hunter escrivint per The Baltimore Sun va anomenar la pel·lícula "la pel·lícula més viscosa, més fastigosa i més nauseabunda que ha arribat a Baltimore en algun temps". això era "gairebé del tot incomprensible" Hunter va continuar afirmant que "el més depriment de Xtro és que les seves actuacions són de primer ordre, especialment la de Steger com la mare angoixada" i que el director de fotografia de John Metcalfe "mostra una gran delicadesa tècnica, especialment la llarga seqüència d'apartaments"
Colin Greenland va revisar Xtro per a la revista Imagine i va afirmar que "Xtro és bastant sense pretensions. No pretén ser res més que un vehicle pels efectes especials de Tony Harris, que són tan virulents i glutinosos com són."
A partir de crítiques retrospectives, TV Guide va atorgar a la pel·lícula 0 de 4 estrelles, anomenant la pel·lícula "Un exercici vil d'efectes especials grotescos" i "una excusa per desfilar tota mena de perversitats per la pantalla". afirmant a més que "Això no només és repugnant, sinó que li falta qualsevol cosa que s'assembli remotament al suspens". AllMovie a anomenar la pel·lícula "pura escombraria" que es va "crear per aprofitar l'interès públic en ET, l'extraterrestre" i "bàsicament presenta la pel·lícula d'explotació cruenta i sexy de la premissa d'aquella pel·lícula 'alien visita la Terra'."

## Seqüeles
El director Harry Bromley Davenport va fer dues seqüeles de la pel·lícula, Xtro: el retrobament i Xtro 3: Watch the Skies. Cap de les dues pel·lícules tenia res a veure amb la pel·lícula original. El març de 2011, Davenport va confirmar que Xtro 4 estava en procés.